# 종로 (대구)
종로(鍾路, Jong-ro)는 대구광역시 중구 태평로 122에서 국채보상로 551~4에 해당하는 네거리를 지나 달구벌대로 2091까지 이르는 도로이다. 넓은 느낌의 골목이라 보면 된다.☜이 각주에 나와 있는 떡전골목이자 종로의 종점(달구벌대로 2091) 부근(달구벌대로에서 종로로 진입하여 삼성생명빌딩으로 주차하려는 길☜북행)을 제외하고는 전 구간 일방통행(☜남행)이다.
기점쪽은 태평로2가와 태평로3가의 경계이기도 하다.
현재는 전 구간 성내2동이 관할하는 것이 특징이다.

## 교통
- 버스 정류장 만경관앞, 만경관건너
- 중앙로역 1번 출구, 4번 출구
- 반월당역 14번~17번 출구